# Měděnka

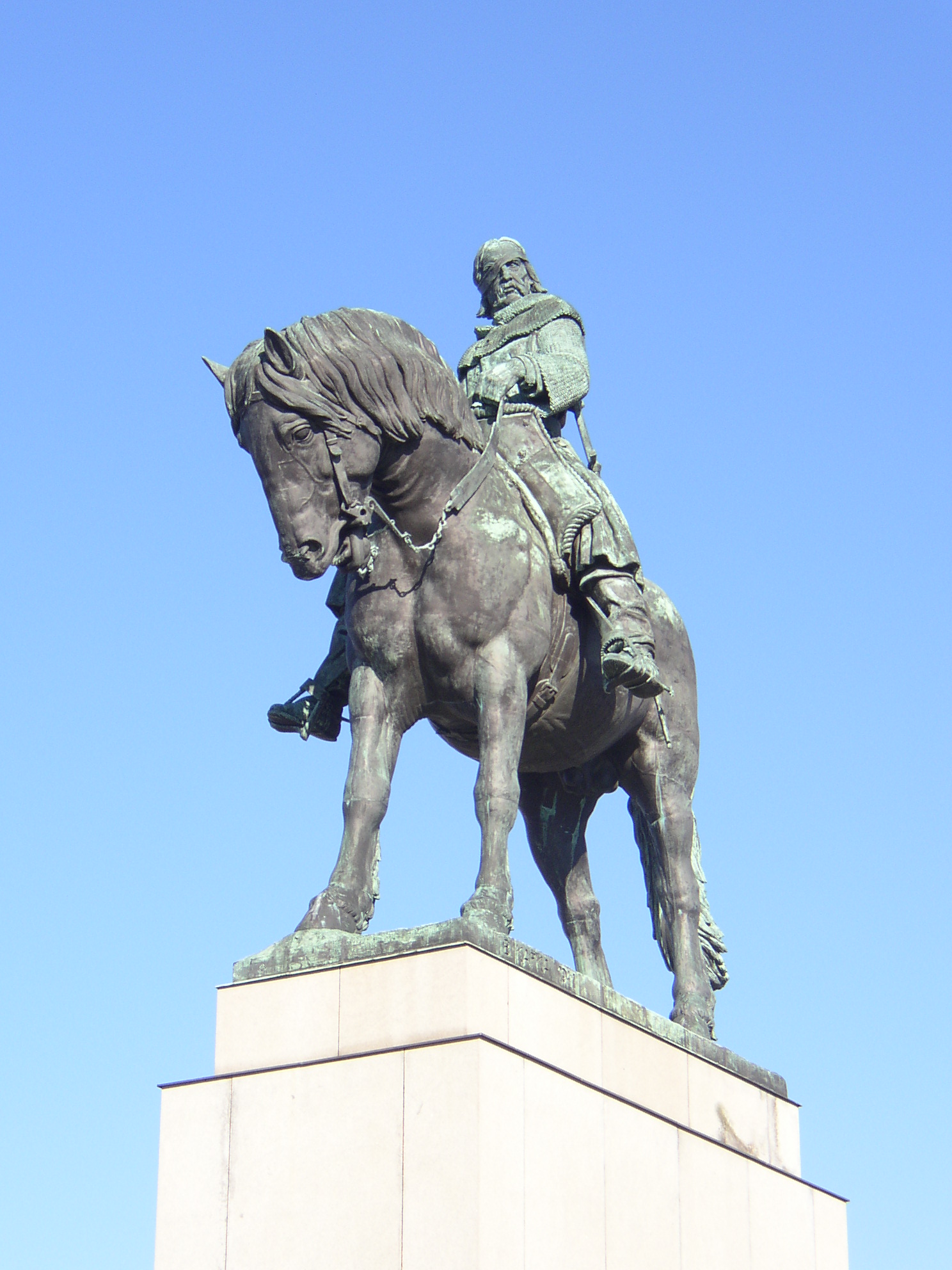
Měděnka často zajímavým způsobem dotváří podobu bronzových soch.

Měděnka je modrozelená patina, která se vytváří korodováním povrchu měděných a bronzových předmětů vystavených vlivu počasí. Její význam je ochranný (zamezuje další korozi) a dekorativní.
Povrch nových měděných předmětů červenavé barvy již po několika týdnech získává hnědý odstín, který dále tmavne až černá. Teprve po přibližně deseti až dvaceti letech se vytváří zelenavá měděnka. Rychlost tvorby a kvalita měděnky závisí na vnějších vlivech jako je kvalita ovzduší a umístění předmětu.
Z chemického hlediska se jedná především o brochantit (CuSO4·3Cu(OH)2) na místech přímo exponovaných padajícím srážkám a antlerit (CuSO4·2Cu(OH)2) na krytých místech vystavených jen působení vzdušné vlhkosti. Často se vyskytuje směs obou a další látky v závislosti na konkrétních podmínkách, např. v přímořských oblastech se působením slaného vzduchu tvoří atakamit. Negativní vlivy má vedle např. holubího trusu zejména znečištěné ovzduší, které způsobuje příměsi měděnky (např. chalkantit nebo vyšší koncentrace křemenu), které znehodnocují ochrannou nebo barevně estetickou funkci měděnky.
Měděnka se používala jako pigment k barvení, např. fresek nebo i zavařovaných potravin. Anglické verdigris z fr. vert-de-gris (z původního vert de Grèce, řecká zeleň) jsou názvy jednoho z odstínů tyrkysové.